# Lê Ngọc Sanh
Lê Ngọc Sanh (sinh 1944) tên thật là Lê Văn Sỹ, là một sĩ quan cấp cao trong Quân đội nhân dân Việt Nam, hàm Thiếu tướng, nguyên Phó Giám đốc về chính trị Học viện Lục quân (1999-2005).

## Thân thế
Ông quê tại Đức Phổ, Quảng Ngãi.
Tuổi thơ của ông cơ cực, nhọc nhằn. Mới 10 tuổi đã lang thang đi bán nước chè ở các bến xe, ga tàu lửa kiếm đồng tiền ít ỏi giúp gia đình và để có thêm tiền mua sách vở, bút mực đi học. Thông minh, gan góc, 17 tuổi anh đã vinh dự được kết nạp vào đội du  kích mật.

## Sự nghiệp
Năm 1962, ông tham gia cách mạng làm chiến sĩ thông tin tại Ban Tham mưu, Tỉnh đội Quảng Ngãi.
Năm 1973, tốt nghiệp khóa bổ túc cán bộ chủ nhiệm thông tin cấp sư đoàn của Quân khu 5, ông nhận quyền chủ nhiệm thông tin Tỉnh đội Quảng Ngãi.
Năm 1999, ông được bổ nhiệm giữ chức Phó Giám đốc về chính trị Học viện Lục quân
Năm 2005, ông nghỉ chờ hưu.
Năm 2006, ông nghỉ hưu.
Thiếu tướng (2000)

## Thành tích
Huân chương Quân công hạng Ba (truy tặng 2011)